# 48 f.Kr.

## Händelser

### Efter plats

#### Romerska republiken
- Gaius Julius Caesar och Publius Servilius Isauricus blir konsuler i Rom.
- 4 januari – Caesar landstiger vid Dyrrhachium (Durazzo).
- Mars – Marcus Antonius går med Caesar.
- April – Dyrrhachium börjar belägras.
- Maj – Isauricus, Caesars medkonsul, förstör Caelius magistratsstol vid hans rättegång.
- 10 juli – Caesar undviker med nöd och näppe ett svidande nederlag till Pompeius i Makedonien genom slaget vid Dyrrhachium; han retirerar till Thessalien.
- 9 augusti – Caesar besegrar Pompeius i det avgörande slaget vid Farsalos, varvid Pompeius flyr till Egypten.
- Caesar utnämns till konsul för fem år framåt.
- Det romerska Bellonatemplet på Capitolinus utanför Rom bränns ner.
- Alexandria börjar belägras.
- Oktober – Kung Farnakes II av Pontos besegrar Caesars man Gnaeus Domitius Calvinus i slaget vid Nikopolis.
- December – Caesar besegrar tillsammans med sin allierade Kleopatra VII av Egypten sina rivaler Ptolemaios XIII och drottning Arsinoe IV i slaget vid Alexandria. Kungaparet flyr från staden, men under slaget fattar en del av Biblioteket i Alexandria eld och brinner ner (enligt en version).

#### Kina
- Han Yuandi blir kejsare av den kinesiska Handynastin.

## Födda
- Lucius Calpurnius Piso, romersk konsul

## Avlidna
- 29 september – Pompeius, romersk politiker och fältherre (mördad av sina egna män eller av en romersk soldat i tjänst hos den Egyptiske regenten)
- Titus Annius Milo, romersk politiker (död i exil)
- Afriana Carfania, romersk jurist